# Florida (U-Boot)
Die USS Florida (SSBN-/SSGN-728) ist ein U-Boot der United States Navy und gehört der Ohio-Klasse an. 

## Geschichte

Die USS Florida (SSGN-728) mit zwei Dry Deck Shelter für das SEAL Delivery Vehicle

Der Vertrag über den Bau des Bootes ging am 28. Februar 1975 an die Electric Boat Division der General Dynamics Corporation in Groton, Connecticut. Die Kiellegung des Bootes fiel auf den 4. Juli 1976, dem zweihundertsten Jahrestag der Unabhängigkeit der Vereinigten Staaten. Zum Zeitpunkt der Kiellegung war das Boot noch unbenannt.
Ab 2003 begann in der Norfolk Naval Shipyard für rund eine Milliarde US-Dollar die Umrüstung der Florida zu einem U-Boot mit Marschflugkörpern (SSGN). 2006 wurde sie wieder der Flotte zugeordnet und verfügt über 154 Marschflugkörper. Zwei ehemalige Senkrechtstartanlagen für Flugkörper wurden durch Schleusen ersetzt, durch die Spezialeinheiten unter Wasser zu ihren Einsätzen starten können. Eine der Schleusen führt zu einem 12 Meter langen wasserfesten und abnehmbaren Behälter (Dry Deck Shelter; DDS), der ein SEAL Delivery Vehicle (SDV) zum Absetzen von Kampftauchern enthält. Insgesamt rund 66 Soldaten von Eliteeinheiten kann die Florida aufnehmen.
Während des Bürgerkrieg in Libyen fuhr die Florida in die Große Syrte und feuerte am 19. März 2011 im Rahmen der Operation Odyssey Dawn Marschflugkörper vom Typ UGM-109 Tomahawk auf libysche Ziele ab. Während der gesamten Operation schoss sie über 90 Marschflugkörper ab. Dies war der erste Einsatz eines der umgebauten Ohio-Boote.